# OFC Champions League 2020
Die OFC Champions League 2020 war die 19. Auflage der ozeanischen Klubmeisterschaft, Ozeaniens wichtigstem Klubfußballturnier, das von der Oceania Football Confederation (OFC) organisiert wurde, und die 14. Saison unter dem aktuellen Namen OFC Champions League.
Der Gewinner der OFC Champions League 2020 hätte sich für die FIFA-Klub-Weltmeisterschaft 2020 in Katar qualifiziert. Hienghène Sport war Titelverteidiger, schied aber in der Gruppenphase aus.
Aufgrund der COVID-19-Pandemie wurde das Turnier unterbrochen und die Wiederaufnahme mehrfach verschoben, bevor es Anfang September komplett abgebrochen wurde. Auch im Jahr 2021 fand keine OFC Champions League statt.

## Teilnehmer
Insgesamt nehmen 18 Mannschaften aus allen 11 OFC-Mitgliedsverbänden am Wettbewerb teil.
- Die sieben etablierten Verbände (Fidschi, Neukaledonien, Neuseeland, Papua-Neuguinea, Salomonen, Tahiti, Vanuatu) erhalten in der Gruppenphase jeweils zwei Startplätze.
- Die vier entwickelnden Verbände (Amerikanisch-Samoa, Cookinseln, Samoa, Tonga) erhalten in der Qualifikationsphase je einen Startplatz, wobei die Sieger und die Zweitplatzierten in die Gruppenphase aufsteigen.

| Land            | Mannschaft       | Qualifikationsmethode                                |
| --------------- | ---------------- | ---------------------------------------------------- |
| Fidschi         | Ba               | Premier League 2019 Meister                          |
| Fidschi         | Lautoka          | Premier League Vizemeister                           |
| Neukaledonien   | Magenta          | Super Ligue 2018 Meister                             |
| Neukaledonien   | Hienghène Sport  | Super Ligue 2018 Vizemeister                         |
| Neuseeland      | Eastern Suburbs  | Football Championship Meisterplayoff 2018/19 Meister |
| Neuseeland      | Auckland City    | Football Championship Vorrunde Erster                |
| Papua-Neuguinea | Lae City         | National Soccer League 2019 Meister                  |
| Papua-Neuguinea | Hekari United    | National Soccer League 2019 Vizemeister              |
| Salomonen       | Solomon Warriors | Telekom S-League 2019/20 Meister †                   |
| Salomonen       | Henderson Eels   | Telekom S-League 2019/20 Vizemeister †               |
| Tahiti          | Vénus            | Ligue 1 2018/19 Meister                              |
| Tahiti          | Tiare Tahiti     | Ligue 1 2018/19 Vizemeister                          |
| Vanuatu         | Malampa Revivors | VFF National Super League 2019 Meister               |
| Vanuatu         | Galaxy           | VFF National Super League 2019 Vizemeister           |

| Land               | Mannschaft        | Qualifikationsmethode               |
| ------------------ | ----------------- | ----------------------------------- |
| Amerikanisch-Samoa | Pago Youth        | FFAS Senior League 2018 Meister     |
| Cookinseln         | Tupapa Maraerenga | Cook Islands Round Cup 2019 Meister |
| Samoa              | Lupe o le Soaga   | Samoa National League 2019 Meister  |
| Tonga              | Veitongo          | Tonga Major League 2019 Meister     |

† Da die Telekom S-League 2019/20 Ende 2019 noch nicht beendet war, wurden die Solomon Warriors und Henderson Eels, die sich beide einen Platz unter den ersten beiden Plätzen gesichert hatten und sich somit zu diesem Zeitpunkt für die OFC Champions League 2020 qualifiziert hatten, nach ihrer Platzierung Ende 2019 in der Gruppenphase platziert. Die Liga wurde im Jahr 2020 fortgesetzt, und die Solomon Warriors und Henderson Eels belegten schließlich die gleichen Plätze als Meister bzw. Vizemeister.

## Terminplan
Der Zeitplan des Wettbewerbs sieht wie folgt aus: Für diese Saison wurde die Qualifikationsphase ursprünglich von Januar 2020 auf Dezember 2019 vorgezogen, damit sie mit dem Ende der nationalen Ligasaison der teilnehmenden Mitgliedsverbände zusammenfällt und in Samoa gespielt werden kann. Später wurde sie jedoch auf Januar 2020 verschoben und nach Neuseeland verlegt.
Am 9. März 2020 gab die OFC bekannt, dass alle OFC-Turniere aufgrund der COVID-19-Pandemie auf den 6. Mai 2020 verschoben wurden. Am 14. Mai 2020 wurde bekannt gegeben, dass die Viertelfinalspiele frühestens im September 2020 stattfinden würden.
Am 4. September wurde vom OFC-Exekutivkomitee die OFC Champions League 2020 ohne Sieger beendet. Als Grund wurden die Grenz- und Reisebeschränkungen, im Zuge der COVID-19-Pandemie, der teilnehmenden Länder genannt. Die acht, für die Finalrunde qualifizierten Teams, erhielten eine finanzielle Unterstützung von 25.000 Neuseeland-Dollar (13.283 Euro).
| Phase         | Auslosung         | Spieltermine |
| ------------- | ----------------- | --- |
| Qualifikation | 13. Dezember 2019 | 25.–31. Januar 2020 (Neuseeland) |
| Gruppe        | 13. Dezember 2019 | - Gruppe A: 16.–22. Februar 2020 (Papua-Neuguinea) - Gruppe B: 15.–21. Februar 2020 (Vanuatu) - Gruppe C: 1.–7. März 2020 (Neukaledonien) - Gruppe D: 1.–7. März 2020 (Tahiti) |
| Viertelfinale | ausstehend        | ausstehend (ursprünglich 4.–5. April 2020) |
| Halbfinale    | ausstehend        | ausstehend (ursprünglich 25.–26. April 2020) |
| Finale        | ausstehend        | ausstehend (ursprünglich 16. Mai 2020) |

## Qualifikation
Die Auslosung und die Gastgeber der Qualifikationsphase wurden am 13. Dezember 2019 von der OFC verkündet. Die vier Mannschaften der Qualifikationsphase spielten an einem zentralen Spielort gegeneinander. Die Sieger und die Zweit- und Drittplatzierten kamen in die Gruppenphase und schlossen sich den 14 Direktteilnehmern an. Die Spiele wurden zwischen dem 25. und 31. Januar 2020 in Neuseeland ausgetragen.
| Pl. | Verein            | Sp. | S | U | N | Tore    | Diff. | Punkte |
| --- | ----------------- | --- | - | - | - | ------- | ----- | ------ |
| 1.  | Lupe o le Soaga   | 2   | 1 | 1 | 0 | 002:000 | +2    | 04     |
| 2.  | Tupapa Maraerenga | 2   | 0 | 2 | 0 | 002:200 | ±0    | 02     |
| 3.  | Veitongo          | 2   | 0 | 1 | 1 | 002:400 | −2    | 01     |
| 4.  | Pago Youth ≈      | 0   | 0 | 0 | 0 | 000:000 | ±0    | 0      |

≈ Am 17. Dezember 2019 gab die OFC bekannt, dass Pago Youth aufgrund von Bedenken wegen des Masernausbruchs im Pazifik aus der Qualifikationsphase ausgeschieden ist.
| 25. Januar 2020 16:00 | Lupe o le Soaga                    | 2:0          | Veitongo | Ngahue Reserve, Auckland Zuschauer: 300 Schiedsrichter: Calvin Berg (Neuseeland) |
| 25. Januar 2020 16:00 | Matthew Chant 27′ Suivai Ataga 31′ | Spielbericht |          | Ngahue Reserve, Auckland Zuschauer: 300 Schiedsrichter: Calvin Berg (Neuseeland) |

| 28. Januar 2020 16:00 | Tupapa Maraerenga | 0:0 | Lupe o le Soaga | Ngahue Reserve, Auckland Zuschauer: 250 Schiedsrichter: Kavitesh Behari (Fidschi) |
| 28. Januar 2020 16:00 | Spielbericht      |     |                 | Ngahue Reserve, Auckland Zuschauer: 250 Schiedsrichter: Kavitesh Behari (Fidschi) |

| 31. Januar 2020 16:00 | Veitongo             | 2:2          | Tupapa Maraerenga                  | Ngahue Reserve, Auckland Zuschauer: 250 Schiedsrichter: Teremoana Roihau (Tahiti) |
| 31. Januar 2020 16:00 | Hema Polovili 2, 33′ | Spielbericht | Andre Estay 10′ Harlem Simiona 50′ | Ngahue Reserve, Auckland Zuschauer: 250 Schiedsrichter: Teremoana Roihau (Tahiti) |

## Gruppenphase
Die Auslosung und die Gastgeber der Qualifikationsrunde wurden am 13. Dezember 2019 von der OFC verkündet. Die 16 Mannschaften (14 Mannschaften, die in die Gruppenphase einziehen und zwei Mannschaften, die aus der Qualifikationsrunde kommen) wurden in vier Vierergruppen ausgelost. Die vier Mannschaften in jeder Gruppe spielten in einem zentralen Spielort gegeneinander in einem Rundenturniermodus. Die Sieger und Zweitplatzierten jeder Gruppe erreichten das Viertelfinale der K.o.-Runde. Die Spiele wurden an den folgenden Daten und Orten ausgetragen:
- Die Spiele der Gruppe A wurden vom 16. bis 22. Februar 2020 in Papua-Neuguinea ausgetragen.
- Die Spiele der Gruppe B wurden zwischen dem 15. und 21. Februar 2020 in Vanuatu ausgetragen.
- Die Spiele der Gruppe C wurden zwischen dem 1. und 7. März 2020 in Neukaledonien ausgetragen.
- Die Spiele der Gruppe D wurden zwischen dem 1. und 7. März 2020 auf Tahiti ausgetragen.

### Gruppe A
| Pl. | Verein            | Sp. | S | U | N | Tore    | Diff. | Punkte |
| --- | ----------------- | --- | - | - | - | ------- | ----- | ------ |
| 1.  | Eastern Suburbs   | 3   | 2 | 1 | 0 | 008:300 | +5    | 07     |
| 2.  | Galaxy            | 3   | 1 | 1 | 1 | 007:500 | +2    | 04     |
| 3.  | Hekari United (A) | 3   | 1 | 1 | 1 | 005:500 | ±0    | 04     |
| 4.  | Hienghène Sport   | 3   | 0 | 1 | 2 | 003:100 | −7    | 01     |

(A) = Ausrichter
| 16. Februar 2020 12:00 | Galaxy                                                             | 4:1          | Hienghène Sport       | Sir John Guise Stadium, Port Moresby Zuschauer: 1000 Schiedsrichter: Ben Aukwai (Salomonen) |
| 16. Februar 2020 12:00 | Roberson 14′ Gagame Feni 34′ Terence Carter 80′ Kensi Tangis 90+1′ | Spielbericht | Joseph Athale (Elfm.) | Sir John Guise Stadium, Port Moresby Zuschauer: 1000 Schiedsrichter: Ben Aukwai (Salomonen) |

| 16. Februar 2020 15:00 | Eastern Suburbs         | 2:1          | Hekari United | Sir John Guise Stadium, Port Moresby Zuschauer: 1.500 Schiedsrichter: Veer Singh (Fidschi) |
| 16. Februar 2020 15:00 | Martín Bueno 19′, 45+2′ | Spielbericht | Kolu Kepo 44′ | Sir John Guise Stadium, Port Moresby Zuschauer: 1.500 Schiedsrichter: Veer Singh (Fidschi) |

| 19. Februar 2020 12:00 | Galaxy                          | 2:2          | Eastern Suburbs                 | Sir John Guise Stadium, Port Moresby Zuschauer: 100 Schiedsrichter: Timothy Niu (Salomonen) |
| 19. Februar 2020 12:00 | Terence Carter 16′ Roberson 21′ | Spielbericht | Martín Bueno 43′ (Elfm.), 90+2′ | Sir John Guise Stadium, Port Moresby Zuschauer: 100 Schiedsrichter: Timothy Niu (Salomonen) |

| 19. Februar 2020 15:00 | Hienghène Sport                         | 2:2          | Hekari United                             | Sir John Guise Stadium, Port Moresby Zuschauer: 500 Schiedsrichter: Deepak Raj (Fidschi) |
| 19. Februar 2020 15:00 | Roy Kayara 5′ Joseph Athale 83′ (Elfm.) | Spielbericht | Erick Joe 30′ Vinicius Reis 45+7′ (Elfm.) | Sir John Guise Stadium, Port Moresby Zuschauer: 500 Schiedsrichter: Deepak Raj (Fidschi) |

| 22. Februar 2020 12:00 | Hienghène Sport | 0:4          | Eastern Suburbs                                          | Sir John Guise Stadium, Port Moresby Zuschauer: 300 Schiedsrichter: Ben Aukwai (Salomonen) |
| 22. Februar 2020 12:00 |                 | Spielbericht | Martín Bueno 11′, 72′ Reid Drake 17′ Adam Thurston 90+5′ | Sir John Guise Stadium, Port Moresby Zuschauer: 300 Schiedsrichter: Ben Aukwai (Salomonen) |

| 22. Februar 2020 15:00 | Hekari United     | 2:1          | Galaxy        | Sir John Guise Stadium, Port Moresby Zuschauer: 2.000 Schiedsrichter: Veer Singh (Fidschi) |
| 22. Februar 2020 15:00 | Ati Kepo 54′, 64′ | Spielbericht | Bong Kalo 84′ | Sir John Guise Stadium, Port Moresby Zuschauer: 2.000 Schiedsrichter: Veer Singh (Fidschi) |

### Gruppe B
| Pl. | Verein               | Sp. | S | U | N | Tore    | Diff. | Punkte |
| --- | -------------------- | --- | - | - | - | ------- | ----- | ------ |
| 1.  | Malampa Revivors (A) | 3   | 1 | 2 | 0 | 006:300 | +3    | 05     |
| 2.  | Henderson Eels       | 3   | 1 | 2 | 0 | 008:700 | +1    | 05     |
| 3.  | Lae City             | 3   | 1 | 1 | 1 | 010:600 | +4    | 04     |
| 4.  | Lautoka              | 3   | 0 | 1 | 2 | 003:110 | −8    | 01     |

(A) = Ausrichter
| 15. Februar 2020 11:00 | Lae City                                           | 3:3          | Henderson Eels                                                                            | Luganville Soccer Stadium, Luganville Zuschauer: 2.500 Schiedsrichter: Norbert Hauata (Tahiti) |
| 15. Februar 2020 11:00 | Emmanuel Simon 3′, 62′ (Elfm.) Nigel Dabinyaba 64′ | Spielbericht | Tutizama Tanito 24′ (Elfm.), 70′ (Elfm.) Emmanuel Simon 3′, 62′ (Elfm.) Raphael Le’ai 36′ | Luganville Soccer Stadium, Luganville Zuschauer: 2.500 Schiedsrichter: Norbert Hauata (Tahiti) |

| 15. Februar 2020 15:00 | Lautoka                  | 1:1          | Malampa Revivors    | Luganville Soccer Stadium, Luganville Zuschauer: 3.500 Schiedsrichter: Campbell-Kirk Waugh (Neuseeland) |
| 15. Februar 2020 15:00 | Jack Caunter 29′ (Elfm.) | Spielbericht | Azariah Soromon 16′ | Luganville Soccer Stadium, Luganville Zuschauer: 3.500 Schiedsrichter: Campbell-Kirk Waugh (Neuseeland) |

| 18. Februar 2020 11:00 | Lautoka | 0:7          | Lae City                                                                                   | Luganville Soccer Stadium, Luganville Zuschauer: 1.200 Schiedsrichter: Sione Mau (Amerikanisch-Samoa) |
| 18. Februar 2020 11:00 |         | Spielbericht | Nigel Dabinyaba 23′, 62′ Raymond Gunemba 37′, 57′ Emmanuel Simon 39′, 44′ Obert Bika 45+2′ | Luganville Soccer Stadium, Luganville Zuschauer: 1.200 Schiedsrichter: Sione Mau (Amerikanisch-Samoa) |

| 18. Februar 2020 15:00 | Malampa Revivors              | 2:2          | Henderson Eels      | Luganville Soccer Stadium, Luganville Zuschauer: 2.800 Schiedsrichter: Antony Riley (Neuseeland) |
| 18. Februar 2020 15:00 | Edwin Bai 5′ Armando Ravo 86′ | Spielbericht | Joses Nawo 42′, 80′ | Luganville Soccer Stadium, Luganville Zuschauer: 2.800 Schiedsrichter: Antony Riley (Neuseeland) |

| 21. Februar 2020 11:00 | Henderson Eels                                         | 3:2          | Lautoka                                 | Luganville Soccer Stadium, Luganville Zuschauer: 1.800 Schiedsrichter: Sione Lelenga (Tonga) |
| 21. Februar 2020 11:00 | Kennedy Watemae 72′ Raphael Le’ai 87′ Joses Nawo 90+6′ | Spielbericht | Shazil Ali 29′ Jack Caunter 51′ (Elfm.) | Luganville Soccer Stadium, Luganville Zuschauer: 1.800 Schiedsrichter: Sione Lelenga (Tonga) |

| 21. Februar 2020 15:00 | Malampa Revivors             | 3:0          | Lae City | Luganville Soccer Stadium, Luganville Zuschauer: 4.200 Schiedsrichter: Norbert Hauata (Tahiti) |
| 21. Februar 2020 15:00 | Andre Batick 34′, 45+3′, 58′ | Spielbericht |          | Luganville Soccer Stadium, Luganville Zuschauer: 4.200 Schiedsrichter: Norbert Hauata (Tahiti) |

### Gruppe C
| Pl. | Verein              | Sp. | S | U | N | Tore    | Diff. | Punkte |
| --- | ------------------- | --- | - | - | - | ------- | ----- | ------ |
| 1.  | Magenta (A)         | 3   | 3 | 0 | 0 | 008:200 | +6    | 09     |
| 2.  | Solomon Warriors    | 3   | 2 | 0 | 1 | 004:200 | +2    | 06     |
| 3.  | Tiare Tahiti        | 3   | 1 | 0 | 2 | 005:400 | +1    | 03     |
| 4.  | Tupapa Maraerenga ≈ | 3   | 0 | 0 | 3 | 000:900 | −9    | 0      |

(A) = Ausrichter
≈ Am 1. März 2020 gab die OFC bekannt, dass Tupapapa Maraerenga aus der Gruppenphase ausgeschieden sei, da drei ihrer Spieler laut der Gesundheits- und Sozialbehörde Neukaledoniens nicht antreten durften, da ihre Impfung gegen Masern nicht bestätigt werden konnte. Tupapapa Maraerenga verlor aufgrund seines Rückzugs alle Spiele, die als 3:0-Sieg für den Gegner gewertet wurden.
| 1. März 2020 16:00 | Solomon Warriors   | 1:0          | Tiare Tahiti | Stade Numa-Daly, Nouméa Zuschauer: 150 Schiedsrichter: Nick Waldron (Neuseeland) |
| 1. März 2020 16:00 | Dennis Ifunaoa 66′ | Spielbericht |              | Stade Numa-Daly, Nouméa Zuschauer: 150 Schiedsrichter: Nick Waldron (Neuseeland) |

| 1. März 2020 19:00 | Tupapa Maraerenga | 0:3 (gewertet) | Magenta | Stade Numa-Daly, Nouméa Schiedsrichter: Sione Lelenga (Tonga) |
| 1. März 2020 19:00 | Spielbericht      |                |         | Stade Numa-Daly, Nouméa Schiedsrichter: Sione Lelenga (Tonga) |

| 4. März 2020 17:00 | Tupapa Maraerenga | 0:3 (gewertet) | Solomon Warriors | Stade Numa-Daly, Nouméa |
| 4. März 2020 17:00 | Spielbericht      |                |                  | Stade Numa-Daly, Nouméa |

| 4. März 2020 20:00 | Magenta                                           | 3:2          | Tiare Tahiti             | Stade Numa-Daly, Nouméa Zuschauer: 450 Schiedsrichter: Matthew Conger (Neuseeland) |
| 4. März 2020 20:00 | Kevin Nemia 54+4′, 87′ Rico Haring 51′ (Eigentor) | Spielbericht | Manarii Porlier 21′, 76′ | Stade Numa-Daly, Nouméa Zuschauer: 450 Schiedsrichter: Matthew Conger (Neuseeland) |

| 7. März 2020 16:00 | Tiare Tahiti | 3:0 (gewertet) | Tupapa Maraerenga | Stade Numa-Daly, Nouméa |
| 7. März 2020 16:00 | Spielbericht |                |                   | Stade Numa-Daly, Nouméa |

| 7. März 2020 19:00 | Magenta                                | 2:0          | Solomon Warriors | Stade Numa-Daly, Nouméa Zuschauer: 550 Schiedsrichter: Cory Mills (Neuseeland) |
| 7. März 2020 19:00 | Fonzy Ranchain 16′ Nathanaël Hmaen 28′ | Spielbericht |                  | Stade Numa-Daly, Nouméa Zuschauer: 550 Schiedsrichter: Cory Mills (Neuseeland) |

### Gruppe D
Auf Vorschlag des lokalen Organisationskomitees in Tahiti stimmte die OFC zu, den Austragungsort für die Gruppe D von Stade Pater Te Hono Nui, Pirae, nach Stade Municipal de Mahina, Mahina, zu verlegen. Aufgrund starker Regenfälle sollte der erste Spieltag der Gruppe D jedoch in Stade Pater ausgetragen werden, nachdem Stade Mahina von der OFC in Zusammenarbeit mit dem lokalen Organisationskomitee für nicht geeignet befunden worden war.
| Pl. | Verein          | Sp. | S | U | N | Tore    | Diff. | Punkte |
| --- | --------------- | --- | - | - | - | ------- | ----- | ------ |
| 1.  | Auckland City   | 3   | 3 | 0 | 0 | 009:000 | +9    | 09     |
| 2.  | Vénus (A)       | 3   | 2 | 0 | 1 | 010:300 | +7    | 06     |
| 3.  | Lupe o le Soaga | 3   | 1 | 0 | 2 | 004:110 | −7    | 03     |
| 4.  | Ba              | 3   | 0 | 0 | 3 | 005:140 | −9    | 0      |

(A) = Ausrichter
| 1. März 2020 17:00 | Ba | 0:6          | Auckland City                                                                               | Stade Pater Te Hono Nui, Pirae Zuschauer: 350 Schiedsrichter: Médéric Lacour (Neukaledonien) |
| 1. März 2020 17:00 |    | Spielbericht | Jordan Vale 30′ Emiliano Tade 39′, 45+1′ Logan Rogerson 58′ Myer Bevan 72′ Brian Kaltak 84′ | Stade Pater Te Hono Nui, Pirae Zuschauer: 350 Schiedsrichter: Médéric Lacour (Neukaledonien) |

| 1. März 2020 20:00 | Lupe o le Soaga | 0:6          | Vénus                                                                                            | Stade Pater Te Hono Nui, Pirae Zuschauer: 750 Schiedsrichter: Joel Hopken (Vanuatu) |
| 1. März 2020 20:00 |                 | Spielbericht | Tamatoa Tetauira 30′, 48′, 88′ Teaonui Tehau 33′ Andrew Setefano 51′ (Eigentor) Tauhiti Keck 76′ | Stade Pater Te Hono Nui, Pirae Zuschauer: 750 Schiedsrichter: Joel Hopken (Vanuatu) |

| 4. März 2020 17:00 | Lupe o le Soaga                                                                          | 4:3          | Ba                                                 | Stade Municipal de Mahina, Mahina Zuschauer: 350 Schiedsrichter: Hamilton Siau (Salomonen) |
| 4. März 2020 17:00 | Jamie Mason 11′ Tomas Mosquera 29′ (Strafstoß) Vaa Taualai 38′ Ritchievoy Ueligitone 52′ | Spielbericht | Malakai Tiwa 72′ Saula Waqa 74′ Samuela Drudru 76′ | Stade Municipal de Mahina, Mahina Zuschauer: 350 Schiedsrichter: Hamilton Siau (Salomonen) |

| 4. März 2020 20:00 | Vénus | 0:1          | Auckland City  | Stade Municipal de Mahina, Mahina Zuschauer: 1.500 Schiedsrichter: David Yareboinen (Papua-Neuguinea) |
| 4. März 2020 20:00 |       | Spielbericht | Myer Bevan 42′ | Stade Municipal de Mahina, Mahina Zuschauer: 1.500 Schiedsrichter: David Yareboinen (Papua-Neuguinea) |

| 7. März 2020 17:00 | Auckland City                       | 2:0          | Lupe o le Soaga | Stade Municipal de Mahina, Mahina Zuschauer: 250 Schiedsrichter: George Time (Salomonen) |
| 7. März 2020 17:00 | Brian Kaltak 30′ Dylan Manickum 68′ | Spielbericht | Myer Bevan 42′  | Stade Municipal de Mahina, Mahina Zuschauer: 250 Schiedsrichter: George Time (Salomonen) |

| 7. März 2020 20:00 | Vénus                                         | 4:2          | Ba                                    | Stade Municipal de Mahina, Mahina Zuschauer: 250 Schiedsrichter: Médéric Lacour (Neukaledonien) |
| 7. März 2020 20:00 | Teaonui Tehau 29′, 45+2′, 55′ Kevin Barbe 36′ | Spielbericht | Samuela Drudru 2′ Benjamin Totori 10′ | Stade Municipal de Mahina, Mahina Zuschauer: 250 Schiedsrichter: Médéric Lacour (Neukaledonien) |

## Finalrunde
Die Paarungen für die Finalrunde wurden nicht ausgelost, da die Meisterschaft zunächst unter- und schließlich im September abgebrochen wurde.